# El que recibe las bofetadas (película de 1947)
El que recibe las bofetadas es una película de Argentina en blanco y negro dirigida por Boris H. Hardy según el guion de Alejandro Casona sobre la obra de Leonid Andréyev que se estrenó el 2 de julio de 1947 y que tuvo como protagonistas a Narciso Ibáñez Menta, Guillermo Battaglia, Golde Flami y Ernesto Vilches.

## Sinopsis
Un hombre esconde su tragedia personal trabajando como payaso en un circo.

## Reparto
- Narciso Ibáñez Menta …Ese / Alejandro
- Guillermo Battaglia …Conde Mancini
- Golde Flami …Nazia
- Ernesto Vilches …Profesor
- María Esther Podestá …Inda
- Juan Serrador …Barón Sergio
- Alberto Terrones …Luis Briquet
- Selva Sullivan …Consuelo
- Oscar Valicelli …Alfredo
- Mario Fortuna …Jackson
- Marcelo Lavalle …Tilly
- Carlos Morasano …Transpunte
- Graciela Dubois
- Eduardo Zacarías …Orador en comida
- Zema de Gasperis …Nina
- Narciso Ibáñez …Espectador en circo
- Ángel Pitou
- Nikolai Ardenko
- Blanco Villalba
- Beba Bidart …Corista
- Nelly Panizza …Mujer en comida

## Comentarios
La crónica de El Mundo destaca como acertada la filmación en las escenas del circo, sobre todo las tomas de los trapecistas y la nota crítica de La Prensa opina que la película narra con soltura los episodios con sentido cinematográfico dentro de un tono y un ritmo correctos. Por su parte Manrupe y Portela escriben:

”La vieja historia de un hombre fracasado que se hace payaso, ya tratada varias veces en el cine. Previsible, dignamente filmada, con algunas escenas buenas (la muerte de Juan Serrador en una jaula, por ejemplo)."